# Lista de filmes portugueses de 1933
Lista de filmes portugueses de longa-metragem lançados comercialmente em Portugal em 1933, nas salas de cinema.
Notas: Na secção coprodução, passando o cursor sobre a bandeira aparecerá o nome do país correspondente.
| # | Filme              | Realização            | Género           | Estreia       | Coprodução |
| - | ------------------ | --------------------- | ---------------- | ------------- | ---------- |
| 1 | A Canção de Lisboa | José Cottinelli Telmo | Comédia, musical | 7 de novembro | —          |